# Emma Fernon
Emma Fernon (* 12. März 1987 in Glasgow) ist eine schottische Fußballspielerin. Die Abwehrspielerin steht seit Anfang 2019 bei Celtic Glasgow in der Scottish Women’s Premier League unter Vertrag. Für Schottland spielt sie zwischen 2009 und 2015 international.

## Karriere
Emma Fernon begann ihre Karriere bei Cumbernauld Cosmos aus der Planstadt Cumbernauld. Dort spielte sie bis zur U16, bevor der Glasgow City LFC ein Angebot für die Defensivspielerin abgab, woraufhin diese wechselte. In der Saison 2004/05 konnte Fernon mit dem Team, das im Glasgower Stadtbezirk Bridgeton beheimatet ist, den ersten Titel der Klubgeschichte gewinnen. In den folgenden Spielzeiten behauptete sich das Team an der Tabellenspitze. Fernon sowie die Deutsche Katharina Lindner hatten daran großen Anteil. Im Jahr 2015 gab sie nach 185 Spielen und 52 Toren das Ende ihrer Karriere bekannt.
Anfang 2018 kehrte sie auf den Fußballplatz zurück.

## Nationalmannschaft
Für die schottische Nationalmannschaft debütierte Fernon am 24. Februar 2010 während des Cyprus Cup´s auf Zypern gegen die Niederlande, als sie in der 71. Spielminute für Kirsty McBride eingewechselt wurde. Ihr erstes Tor erzielte sie in einem Spiel gegen Nordirland im Strathclyde Homes Stadium in Dumbarton, das mit 2:0 gewonnen wurde. Zuvor hatte bereits ihre Teamkollegin aus Glasgow, Jane Ross, getroffen.

## Erfolge
- Schottischer Meister: 2004/05, 2007/08, 2008/2009, 2009 und 2010 im Kalenderjahr
- Schottischer Pokalsieger: 2004, 2006, 2009
- Schottischer Ligapokalsieger: 2008, 2009